# マーク・ファルコ
マーク・ピーター・ファルコ（Mark Peter Falco, 1960年10月22日 - ）は、ロンドン・タワーハムレッツ区・ベスナル・グリーン出身の元サッカー選手。現役時代のポジションはFW。

## 経歴
トッテナム・ホットスパーFCのユースチーム出身。キース・バーキンショー監督の下でトップチームデビューを果たすが、当初はスティーブ・アーチボルドとガース・クルックスの絶対的な2トップの前に出場機会は限られた。サブのクリス・ジョーンズが移籍し、クルックスが不調に陥ると、ポジションを得てアーチボルドと2トップを形成。1983-84シーズンのUEFAカップ優勝に貢献した。1984年にアーチボルド、クルックスが共に移籍するとチームのエースストライカーとして君臨。1985-86シーズンのスーパーカップではイアン・ラッシュの7ゴールに次ぐ4ゴールを決めた。
1986年にワトフォードFCへ移籍。1シーズンで14ゴールを決める活躍を見せると、1987年にレンジャーズFCへと移籍した。レンジャーズでは半年間の在籍だったが10ゴールを決めた。
1987年12月にクイーンズ・パーク・レンジャーズFCへと移籍した。QPRでは1988-89シーズンにチーム内得点王となる公式戦15ゴールを記録するなど活躍した。ミルウォールFCに移籍した後の1992年に怪我で現役を引退した。

## タイトル
トッテナム
- FAカップ:1980-81,1981-82
- FAチャリティ・シールド:1981
- UEFAカップ:1983-84